# Jan Ros
Jan Ros (Amsterdam, 24 januari 1914 – aldaar, 5 september 1992) was een Nederlands componist, dirigent en trompettist.

## Levensloop
Ros studeerde van 1929 tot 1934 aan het Conservatorium van Amsterdam met het hoofdvak trompet. Tot 1965 werkte hij in verschillende beroepsorkesten als trompettist, onder andere in het orkest van de Nederlandse Opera. Maar daarnaast was hij ook dirigent van verschillende amateur blaasorkesten, zoals van de Muziekvereniging Eensgezindheid Nieuwkoop, Wittenburg fanfare orkest en de Koninklijke Amsterdamse Post Harmonie. Voor harmonie- en fanfareorkesten heeft hij ook gecomponeerd. Bekend zijn de Ria-Defileermars (1952) en de mars De Rossinanten (1959).
Ook zijn zoon Adriaan Ros (1937-1981) was musicus en trompettist.